# 생목

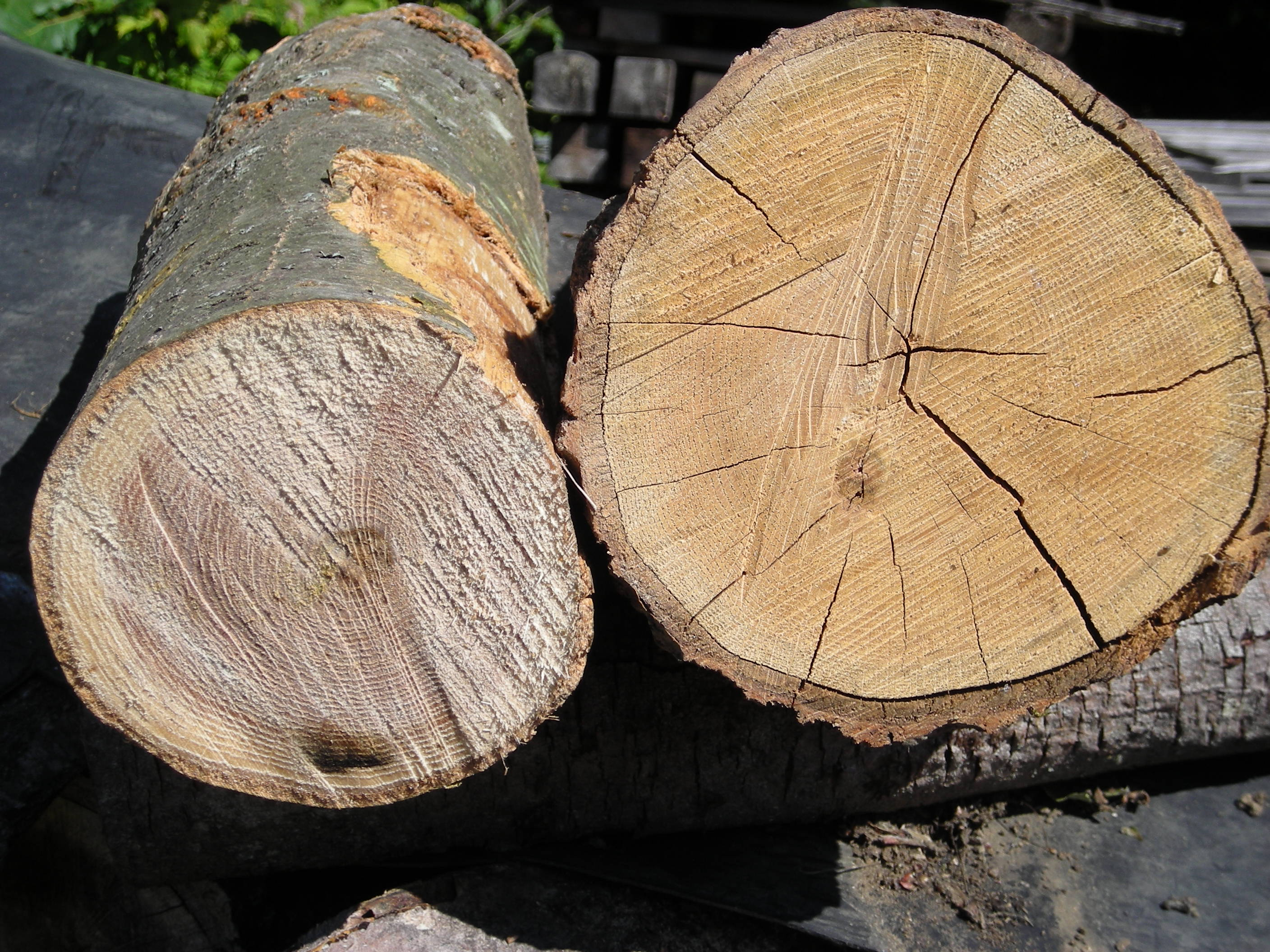
좌측이 생목이다.

생목(生木)은 금방 베어서 수분이 많이 없어지지 않은 나무이다. 또는 세포 내에 자유수가 남아있는 나무이다.
생목은 최근에 절단되어 내부 수분 증발로 인해 건조될 기회가 없었던 목재이다. 생목은 시간이 지남에 따라 건조되거나 가마에서 강제 건조된 양념목보다 수분을 더 많이 함유하고 있다. 생목은 공기 건조 또는 양념 목재에 비해 수분 함량이 100%인 것으로 간주되며, 이는 20%로 간주된다.
목재 연료에 대한 에너지 밀도 차트는 공기 건조 목재를 기준으로 사용하는 경향이 있으므로 오븐 건조(oven dried) 또는 0% 수분 함량은 103.4% 에너지 함량을 반영할 수 있다.